# Drive-in du sexe

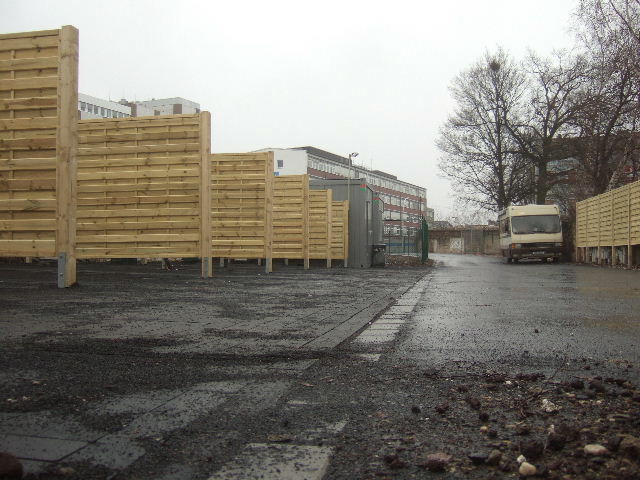
"Verrichtungsboxen", Bonn, Allemagne

Un drive-in du sexe (ou sexbox) est une zone de prostitution aménagée pour des clients qui viendraient en automobile.
La ville de Zurich, en Suisse, « a présenté jeudi 15 août (2013) son projet de "sexbox", une sorte de drive-in du sexe, ultime tentative des autorités pour déplacer la prostitution loin du centre-ville. Inspiré d'expériences réalisées à l'étranger, approuvé par un vote populaire en mars 2012, le lieu, une première en Suisse, ouvrira ses portes le 26 août », ce dispositif est inspiré « d’expériences faites à l’étranger  », « les travaux ont coûté 2,1 millions de francs suisses (1,6 million d'euros), soit un chiffre moins élevé que le budget voté, les coûts de fonctionnement s'élèveront à environ 700.000 francs suisses par année .  »

## Note et référence
1. ↑  PRAGMATISME – La Suisse va inaugurer un « drive-in » du sexe, article sur le blog Big Browser, hébergé sur le site du quotidien Le Monde, daté du 17 août 2013.
2. ↑  Les «sexbox» de Zurich sont prêtes, article sur le site de la Tribune de Genève, daté du 15 août 2013.
3. ↑  Prostitution: Zurich s'apprête à lancer un "drive-in" du sexe, article sur le site de L'Express, daté du 15 août 2013.